# Nowi Bilari
Nowi Bilari (ukr. Нові Білярі, ros. Новые Беляры) – osiedle typu miejskiego w rejonie odeskim obwodu odeskiego Ukrainy.

## Historia
Miejscowość nad Limanem Grigoriewskim Morza Czarnego założona w 1946 roku, od 1974 posiada status osiedla.
W 1989 liczyło 2780 mieszkańców.
W 2013 liczyło 191 mieszkańców.